# Reprezentacja Mołdawii w koszykówce mężczyzn
Reprezentacja Mołdawii w koszykówce mężczyzn - drużyna, która reprezentuje Mołdawię w koszykówce mężczyzn. Za jej funkcjonowanie odpowiedzialny jest Mołdawski Związek Koszykówki. Nigdy nie udało jej się zakwalifikować do Mistrzostw Europy, Mistrzostw Świata, czy Igrzysk Olimpijskich. Aktualnie występuje w Dywizji C.